# Иван Ангелов (министър)
Вижте пояснителната страница за други личности с името Иван Ангелов.
Иван Ангелов (на македонска литературна норма: Иван Ангелов) е политик от Северна Македония.

## Биография
Роден е на 28 юни 1941 година в струмишкото село Радово, тогава анексирано от Царство България. Завършва земеделие през 1964 година в Земеделско-горския факултет на Скопския университет. Впоследствие става доктор и започва да работи в Института за памук в Струмица. В периода 1982-1986 е заместник декан на Земеделския факултет на университета в Скопие. През 1991 година става редовен професор по ботаника. На два пъти е избиран за министър на земеделието – 1991 – 1992 и 1994 – 1996 година.